# 卡巴羅雷
01°37′16″S 30°23′06″E / 1.62111°S 30.38500°E
卡巴羅雷（Kabarore），是盧旺達的城鎮，位於該國東部，由東部省負責管轄，是加特西博縣的首府，面積210平方公里，海拔高度1,540米，2012年人口50,288，人口密度每平方公里240人。